# Sélectionneur (football)
Le sélectionneur est, en football, la dénomination d'un entraîneur se trouvant à la tête d'une équipe nationale, ou régionale.

## Rôle
En amont de son rôle d'entraîneur, c'est-à-dire la préparation physique et tactique et la direction de l'équipe pendant un match, le sélectionneur a la fonction de choisir, parmi tous les joueurs éligibles, ceux représentant leur pays au sein de l'équipe nationale. Il doit également être en mesure de gérer les attentes des supporters et des médias.
De nos jours, le sélectionneur national est généralement épaulé par une équipe expérimentée, composée d'entraîneurs adjoints, d'entraîneurs de gardiens, de préparateurs physiques, de médecins, de kinésithérapeutes et d'analystes vidéo.

## Des comités de sélection au sélectionneur unique

### France
Les sélections de l'équipe nationale sont d'abord effectuées par quelques dirigeants influents (1909-1919), puis par des comités de sélection à partir de 1919. De 1936 à 1963, l'équipe de France A dispose d'un sélectionneur et d'un entraîneur (parfois appelé tacticien), deux fonctions distinctes. En 1964, la FFF crée la fonction de sélectionneur-entraîneur, un poste unique.
Cette terminologie, couramment utilisée par la presse dans les deux premières années, laisse peu à peu la place au terme actuel de sélectionneur, bien que la FFF et le gouvernement utilisent officiellement le terme de « sélectionneur-entraîneur » jusque dans les années 2000, lors d'annonces de nominations, ou remises de la Légion d'honneur,. Le statut de sélectionneur non-entraîneur fait une brève réapparition à partir de 1988 lorsque Michel Platini est nommé sélectionneur avec Gérard Houllier comme entraîneur.
Le sélectionneur national est nommé par le comité exécutif de la FFF. Initialement peu attractive et rémunératrice bien que plus stable que celle d'entraîneur de club, la fonction a gagné en prestige au fil des décennies, grâce aux résultats des Bleus et aux ressources issues des droits TV et des revenus du sponsoring.

### Angleterre
En Angleterre, l'« International Selection Committee » est chargé jusqu'en 1946 de sélectionner les joueurs et les entraîneurs (trainers) de l'équipe nationale, avant la création du poste de manager,,.

### Allemagne
En Allemagne, le choix de l'équipe et de sa composition incombent également à un comité de match (Spielausschuss) au début du siècle. Un entraîneur est recruté en 1926 mais la responsabilité globale de l'équipe reste entre les mains du comité, qui impose par exemple la sélection d'une moitié de joueurs autrichiens à la suite de l'Anschluss,.

### Pays de Galles
Au Pays de Galles, avant 1954, l'équipe nationale est choisie par un panel de sélectionneurs (selectors), le capitaine de l'équipe jouant le rôle d'entraîneur.

### Autres pays européens
La Hongrie, formation majeure des années 1950, abandonne le système de sélection par comité en 1957, l'Écosse la même année, l'Italie en 1959. En Suède, en Norvège et au Danemark, jusque dans les années 1960, le sélectionneur est le président du comité de sélection ; il est assisté d'un entraîneur. La Yougoslavie conserve un comité de sélection jusqu'en 1977.

### Francophonie
Le terme d'entraîneur-sélectionneur est utilisé de façon officielle en francophonie, notamment en Algérie, au Cameroun.

## Différences avec la fonction d'entraîneur
« Ce sont deux rôles très différents, notamment au niveau de la pression. »

— Fabio Capello

« La différence entre sélectionneur et entraîneur est que sélectionneur n'est pas un travail quotidien. »

— Didier Deschamps

« Je n’ai été sélectionneur que pendant deux semaines, mais c’est vraiment deux boulots différents. En tant que sélectionneur, tu représentes une nation et tu peux choisir les meilleurs joueurs. En club, tu dois composer avec les joueurs à disposition, mais l’avantage, c’est que tu passes plus de temps avec eux pour leur transmettre tes idées sur le jeu et ta philosophie. »

— Fabio Cannavaro